# Wersbach (Leichlingen)
Wersbach ist eine aus einer Hofschaft hervorgegangene Ortschaft in Leichlingen (Rheinland) im Rheinisch-Bergischen Kreis.

## Lage und Beschreibung
Der Ort liegt südlich von Witzhelden an der Landesstraße 359 oberhalb des Wersbachtals nahe der Stadtgrenze zu Burscheid. Nachbarorte sind neben dem Höhendorf Witzhelden Dorffeld, Nüsenhöfen, Bern, Neuenhof, Meie, Feld, Höhscheid, Windfoche, Tirol und Wersbacher Mühle auf Leichlinger und Berringhausen, Paffenlöh und Oberwietsche auf Burscheider Stadtgebiet.

## Geschichte
Die Karte Topographia Ducatus Montani aus dem Jahre 1715 zeigt einen Hof unter dem Namen Wertsbach. Im 18. Jahrhundert gehörte der Ort zum Kirchspiel Witzhelden im bergischen Amt Miselohe. Die Topographische Aufnahme der Rheinlande von 1824 und die Preußische Uraufnahme von 1844 verzeichnen den Ort als Weiersbach bzw. Wersbach.
1815/16 lebten 51 Einwohner im Ort. 1832 gehörte Wersbach dem Kirchspiel Witzhelden der Bürgermeisterei Burscheid an. Der laut der Statistik und Topographie des Regierungsbezirks Düsseldorf als Dorfschaft kategorisierte Ort besaß zu dieser Zeit elf Wohnhäuser und 20 landwirtschaftliche Gebäude. Zu dieser Zeit lebten 60 Einwohner im Ort, allesamt evangelischen Glaubens.
Aufgrund der Gemeindeordnung für die Rheinprovinz erhielt 1845 das Kirchspiel Witzhelden den Status einer Gemeinde, schied aus der Bürgermeisterei Burscheid aus und bildete ab 1850 eine eigene Bürgermeisterei. Im Gemeindelexikon für die Provinz Rheinland werden 1885 elf Wohnhäuser mit 46 Einwohnern angegeben. 1895 besitzt der Ort elf Wohnhäuser mit 55 Einwohnern, 1905 elf Wohnhäuser und 55 Einwohner.
Am 1. Januar 1975 wurde die Gemeinde Witzhelden mit Wersbach in Leichlingen eingemeindet.